# Rauvolfia capuronii
Rauvolfia capuronii är en oleanderväxtart som beskrevs av Markgraf. Rauvolfia capuronii ingår i släktet Rauvolfia och familjen oleanderväxter. Inga underarter finns listade i Catalogue of Life.